# Флаг Пермской области
Флаг Пе́рмской области являлся официальным символом Пермской области Российской Федерации. Он должен был воспитывать у жителей области патриотические и земляческие чувства, поддерживать престиж Пермской области как в России, так и за её пределами. 1 декабря 2005 года Пермская область вместе с Коми-Пермяцким автономным округом образовали новый субъект федерации — Пермский край.
20 сентября 2007 года был учреждён в качестве флага Пермского края.

## Описание
«Флаг Пермской области представляет собой прямоугольное полотнище, разделённое белым крестом на четыре равновеликих прямоугольника: в верхней части красного, лазоревого (синего) цвета, в нижней — лазоревого (синего) и красного цвета. Белый крест имеет ширину полос 1/4 ширины и 1/6 длины полотнища.
В центре белого креста изображение герба Пермской области. Высота изображения герба имеет 2/5 ширины полотнища флага. Отношение ширины флага к его длине 2:3.
Белый крест — крест Святого Георгия, покровителя России».

## Символика
Флаг Пермской области символизирует:
- мирные, человеколюбивые устремления жителей области, их гостеприимство и милосердие;
- отражение величия и красоты народов, проживающих в области.

Цвета полотнища флага Пермской области обозначают:
- красный, синий, белый цвета согласуются с этнокультурными особенностями народов, проживающих на территории Пермского края;
- красный, синий и белый цвета одновременно повторяют цветовую гамму флага Российской Федерации;
- белый — символ чистоты, добра. Во флаге он отражает мирный быт и чистоту помыслов жителей области;
- синий (лазурь) — символ красоты, мягкости и теплоты человеческих отношений и символизирует обширные водные просторы Камы, многочисленных рек и озёр области;
- красный — символ храбрости, мужества и неустрашимости жителей области.